# سانتا ماریا (کالیفرنیا)
سانتا ماریا (به انگلیسی: Santa Maria) شهری در شهرستان سانتا باربارا، کالیفرنیا ایالت کالیفرنیا است که در سرشماری سال ۲۰۱۰ میلادی، ۹۹۵۵۳ نفر جمعیت داشته است.